# Kaxdorf
Kaxdorf ist ein Wohnplatz der amtsfreien Stadt Herzberg (Elster) im Landkreis Elbe-Elster in Brandenburg. Der Ort liegt an der Schwarzen Elster.

## Geschichte
Bis 1815 gehörte der Ort zum Amt Schlieben. Am 22. April 1731 brannten die Wohnhäuser, Ställe und Scheunen folgender fünf Bewohner ab: Hannß George Kielwagen, Christian Richter, Christian Richter, Martin Nicklaß und Hannß Christian Enigk.